# Stenosis ciliaris
Stenosis ciliaris là một loài bọ cánh cứng trong họ Tenebrionidae. Loài này được Gebien miêu tả khoa học năm 1920.